# Athlétisme à Madagascar
 (avril 2025).
La mise en forme du texte ne suit pas les recommandations de Wikipédia : il faut le « wikifier ».
Les points d'amélioration suivants sont les cas les plus fréquents :
- Les titres sont pré-formatés par le logiciel. Ils ne sont ni en capitales, ni en gras.
- Le texte ne doit pas être écrit en capitales (les noms de famille non plus), ni en gras, ni en italique, ni en « petit »…
- Le gras n'est utilisé que pour surligner le titre de l'article dans l'introduction, une seule fois.
- L'italique est rarement utilisé : mots en langue étrangère, titres d'œuvres, noms de bateaux, etc.
- Les citations ne sont pas en italique mais en corps de texte normal. Elles sont entourées par des guillemets français : « et ».
- Les listes à puces sont à éviter, des paragraphes rédigés étant largement préférés. Les tableaux sont à réserver à la présentation de données structurées (résultats, etc.).
- Les appels de note de bas de page (petits chiffres en exposant, introduits par l'outil «  Source ») sont à placer entre la fin de phrase et le point final[comme ça].
- Les liens internes (vers d'autres articles de Wikipédia) sont à choisir avec parcimonie. Créez des liens vers des articles approfondissant le sujet. Les termes génériques sans rapport avec le sujet sont à éviter, ainsi que les répétitions de liens vers un même terme.
- Les liens externes sont à placer uniquement dans une section « Liens externes », à la fin de l'article. Ces liens sont à choisir avec parcimonie suivant les règles définies. Si un lien sert de source à l'article, son insertion dans le texte est à faire par les notes de bas de page.
- La présentation des références doit suivre les conventions bibliographiques. Il est recommandé d'utiliser les modèles {{Ouvrage}}, {{Chapitre}}, {{Article}}, {{Lien web}} et/ou {{Bibliographie}}. Le mode d'édition visuel peut mettre en forme automatiquement les références.
- Insérer une infobox (cadre d'informations à droite) n'est pas obligatoire pour parachever la mise en page.

Pour une aide détaillée, merci de consulter Aide:Wikification.
Si vous pensez que ces points ont été résolus, vous pouvez retirer ce bandeau et améliorer la mise en forme d'un autre article.
L’athlétisme à Madagascar est une discipline sportive pratiquée depuis la période coloniale. Structuré autour de la Fédération Malagasy d’Athlétisme (FMA), il est l’un des sports les plus représentés dans les compétitions internationales, notamment aux Jeux olympiques et aux Jeux de la Francophonie.

## Histoire
L’athlétisme a été introduit à Madagascar durant la période coloniale, avec les premières compétitions organisées dès le début du XXe siècle. Le développement de la discipline s’est accéléré après l’indépendance, avec la création de la Fédération Malagasy d’Athlétisme (FMA), qui encadre la pratique à l’échelle nationale.

## Organisation
La Fédération Malagasy d’Athlétisme (FMA) est l’organe officiel chargé de la gestion de l’athlétisme à Madagascar. Son siège est situé au Stade Municipal d’Alarobia à Antananarivo. La FMA est affiliée à la Confédération Africaine d’Athlétisme (CAA) et à World Athletics. Elle organise les championnats nationaux, les compétitions régionales et sélectionne les athlètes pour les compétitions internationales.

## Compétitions nationales
Les principales compétitions nationales incluent :
- Le Championnat de Madagascar d’athlétisme, organisé chaque année dans différentes régions du pays.
- Le Marathon International de Tana, créé dans les années 2000, qui sert également de championnat national de course sur route[2].

## Compétitions internationales
Madagascar participe régulièrement aux compétitions internationales telles que :
- Les Jeux des îles de l’océan Indien.
- Les Jeux de la Francophonie.
- Les Championnats d’Afrique d’athlétisme.
- Les Jeux olympiques.

Aux Jeux olympiques de Paris 2024, deux athlètes malgaches ont représenté le pays en athlétisme : Rija Vatomanga Gardiner (100 m hommes) et Sidonie Fiadanantsoa (100 m haies femmes).

## Athlètes notables
- Jean-Louis Ravelomanantsoa : sprinteur ayant terminé 8e au 100 m lors des Jeux olympiques de 1968 à Mexico.
- Sidonie Fiadanantsoa : spécialiste du 100 m haies, représentant Madagascar aux Jeux olympiques de Paris 2024.
- Rija Vatomanga Gardiner : sprinteur ayant participé au 100 m aux Jeux olympiques de Paris 2024.

## Records nationaux
La FMA maintient une liste des records nationaux en athlétisme, couvrant diverses disciplines pour les catégories hommes et femmes.

## Défis et perspectives
Malgré des performances notables, l’athlétisme malgache fait face à des défis tels que le manque d’infrastructures modernes et de financements. Néanmoins, les succès récents sur la scène africaine et mondiale, avec 55 médailles remportées en 2024, dont 24 en or, témoignent du potentiel et de la détermination des athlètes malgaches.